# 파벨 포그레브냐크
파벨 빅토로비치 포그레브냐크(러시아어: Павел Викторович Погребняк, Pavel Viktorovich Pogrebnyak, 1983년 11월 8일, 러시아 SFSR 모스크바 ~ )는 러시아의 전 축구 선수이며, 현역 시절 포지션은 스트라이커였다.
파벨은 6살에 스파르타크 모스크바의 축구 교실에서 처음 선수 생활을 시작하였다. 2001년에 스파르타크 리저브팀에서 데뷔경기를 치렀고, 1년 뒤에 정식 선수로 선발되었다.

## 선수 경력
2003년에 그는 발티카 칼리닌그라드에서 한 해 동안 뛰면서 40경기에 출전하여 15골을 넣었다. 그리고 다음 시즌에 다시 모스크바로 돌아와서 16경기 출전에 2골을 기록하였고, 같은 시즌에 FC 힘키로 옮기면서 12경기에 나와서 6골을 기록하였다. 2005년에 신니크 야로슬라블에서 활동하면서 23경기에서 4골을 넣었다. 2006년에는 톰 톰스크에서 뛰었는데, 이 해는 그에게 큰 발전을 가져온 해였다. 그 해에 26경기에 출전하여 13골을 넣으면서 지역 팬들에게 인기선수가 되었고, 처음으로 러시아 축구 국가대표팀에 선발되는 영광을 갖게 되었다. 또 시즌 종료후에 제니트와 계약하게 되었다.
그는 제니트에서 총 50경기에 출전하여 26골을 기록하였다. 러시아 리그에서 2008년 5월 1일 현재 30경기 출전에 12골을 기록하고 있다.
UEFA컵 2007-08에서 그는 10골 (예선전 제외)을 기록하면서 루카 토니와 함께 최다 득점자가 되었고, 제니트를 결승에 올려놓는데 큰 역할을 하였다. 그러나 결승전에는 경고 누적으로 출전하지 못했다.

## 수상
제니트
- 2007년 러시아 프리미어리그 우승
- 2008년 러시아 슈퍼컵 우승
- 2007-08 UEFA 컵 우승
- 2008년 UEFA 슈퍼컵 우승

개인
- 2007-08 UEFA 컵 득점왕